# Георг фон Фрундсберг-Минделхайм
Георг фон Фрундсберг-Минделхайм (на немски: Georg von Frundsberg Freiherr zu Mindelheim; * 1533; † 1 ноември 1586) от род Фрундсберг (Фройндсберг) в Тирол е фрайхер, господар на Минделхайм в Швабия.
Той е син на фрайхер Каспар фон Фрундсберг-Минделхайм (1501 – 1536) и съпругата му Маргарета фон Фирмиан. Внук е на рицар Георг фон Фрундсберг I (1473 – 1528), водач на ландскнехтите, господар на Минделхайм, и първата му съпруга Катарина фон Шрофенщайн († 1518). Правнук е на рицар Улрих фон Фрундсберг († 1501) и Барбара фон Рехберг († 1506). През 1467/1468 г. прадядо му Улрих продава собствеността си в Тирол и купува господството Минделхайм в Швабия.
Сестра му Катарина фон Фрундсберг (1530 – 1582) се омъжва 1550 г. за Хайнрих фон Валдбург-Волфег-Цайл (1527 – 1562) и на 23 септември 1572 г. за граф Ото Хайнрих фон Шварценберг (1535 – 1590).
Със смъртта на Георг фон Фрундсберг-Минделхайм бездетен на 1 ноември 1586 г. родът Фройндсберг-Минделхайм изчезва.

## Фамилия
Георг фон Фрундсберг-Минделхайм се жени през 1564 г. за графиня Барбара фон Монфор-Тетнанг († 2 декември 1592), вдовица на граф Кристоф I фон Фюрстенберг (1534 – 1559), дъщеря на граф Хуго XIV (XVI) фон Монфор-Тетнанг († 1564) и Мария Магдалена фон Шварценберг (1510 – 1543).